# Dixième district congressionnel de l'Illinois
Le 10e district congressionnel de l'Illinois se situe dans le coin nord-est de l'État et comprend principalement la banlieue nord de Chicago. Il a été créé après le recensement de 1860. Le district est actuellement représenté par le Démocrate Brad Schneider.
La zone du district était à l'origine représentée par l'un des alliés les plus proches d'Abraham Lincoln, Elihu B. Washburne (R-Waukegan). Le district a été créé en 1982 en redécoupant les districts représentés par John Porter (R-Wilmette) et Robert McClory (R-Lake Bluff). À la retraite de McClory, le district était représenté par Porter après avoir remporté les élections de 1982, 1984, 1986, 1988, 1990, 1992, 1994, 1996 et 1998. Après la retraite de Porter, 11 républicains et deux démocrates se sont présentés pour lui succéder. Finalement, 9 républicains et un démocrate se sont présentés aux élections lors de la primaire de mars 2000. L'ancien chef de cabinet de John Porter, Mark Kirk, a remporté la primaire républicaine contre son rival numéro deux, Shaun Donnely. Kirk a ensuite battu la représentante de l'État Lauren Beth Gash (D-Highland Park) de 2% aux élections générales de 2000. Kirk est resté au Congrès jusqu'à ce qu'il décide de se présenter au Sénat américain lors des élections de 2010. Il a été remplacé par le Républicain Robert Dold.
Le 10e abrite plusieurs sociétés Fortune 500, y compris, mais sans s'y limiter : CDW, Walgreens, Underwriters Laboratories, Caterpillar, Inc., Baxter Healthcare, AbbVie, Allstate Insurance et Mondelez International. La Naval Station Great Lakes près de North Chicago, qui accueille le seul camp d'entraînement de la marine américaine, forme 38 000 recrues chaque année. 5,2% des habitants du district ont effectué leur service militaire.

## Géographie

### Redécoupage de 2011
Le district couvre des parties des comtés de Cook et Lake, à partir du redécoupage de 2011 qui a suivi le recensement de 2010. Tout ou partie de Beach Park, Buffalo Grove, Deerfield, Fox Lake, Glencoe, Grayslake, Highland Park, Lake Bluff, Lake Forest, Lake Villa, Lindenhurst, Libertyville, Morton Grove, Mundelein, North Chicago, Northbrook, Prospect Heights, Round Lake, Round Lake Beach, Vernon Hills, Waukegan, Wheeling et Zion sont inclus. Les limites sont entrées en vigueur le 3 janvier 2013.

### Redécoupage de 2021
| #   | Comté   | Siège     | Population |
| --- | ------- | --------- | ---------- |
| 31  | Cook    | Chicago   | 5 087 072  |
| 97  | Lake    | Waukegan  | 708 760    |
| 111 | McHenry | Woodstock | 312 800    |

### Villes et CDPS de 10 000 habitants ou plus
- Waukegan - 89 321
- Glenview - 48 705
- Buffalo Grove - 43 212
- Wheeling - 39 137
- Northbrook - 35 222
- Mundelein - 31 560
- North Chicago - 30 759
- Gurnee - 30 706
- Highland Park - 30 177
- Wilmette - 28 710
- Round Lake Beach - 27 252
- McHenry - 27 135
- Vernon Hills - 26 850
- Zion - 24 655
- Grayslake - 21 248
- Libertyville - 20 579
- Lake Forest - 19 367
- Deerfield - 19 196
- Round Lake - 18 721
- Prospect Heights - 16 058
- Antioch - 14 622
- Lindenhurst - 14 406
- Beach Park - 14 249
- Winnetka - 12 475
- Fox Lake - 10 978
- Gages Lake - 10 637

### Villes de 2 500 - 10 000 personnes
- Hawthorn Woods - 9 062
- Glencoe - 8 849
- Lake Villa - 8 741
- Long Grove - 8 366
- Lincolnshire - 7 940
- Park City - 7 885
- Round Lake Park - 7 680
- Winthrop Harbor - 6 705
- Johnsburg - 6 355
- Lakemoor - 6 182
- Volo - 6 122
- Northfield - 5 751
- Lake Bluff - 5 616
- Spring Grove - 5 487
- Grandwood Park - 5 297
- Highwood - 5 074
- Green Oaks - 4 128
- Wonder Lake - 3 973
- Riverwoods - 3 790
- Long Lake - 3 663
- Hainesville - 3 546
- Wadsworth - 3 517
- Pistakee Highlands - 3 237
- Venetian Village - 2 761
- Fox Lake Hills - 2 684
- Round Lake Heights - 2 622
- Kenilworth - 2 514

À la suite du redécoupage de 2020, ce district sera principalement basé dans le Comté de Lake, en bordure de l'État du Wisconsin, ainsi que dans le nord-est du Comté de McHenry et une partie du nord du Comté de Cook.
Le 10e district comprend les communautés du Comté de Cook de Winnetka, Kenilworth et Deerfield (partagé avec le Comté de Lake); la majorité de Glencoe, Northbrook et Wheeling; le nord de Wilmette; l'est de Buffalo Grove (partagé avec le Comté de Lake) et Northfield; et des parties de Glenview et Prospect Heights.
Le Comté de Lake est divisé entre ce district, le 9e district et le 11e district. Ils sont divisés par Buffalo Grove Golf Course, Buffalo Grove Rd, Arboretum Golf Club, W Half Day Rd, Promontory Ridge Trail, Port Clinton Rd, Mundelein Rd, Highland Pines Park, Diamond Lake Rd, Breckinridge Dr, N Midlothian Rd, Illinois Route 60, W Hawley St, N Chevy Chase Rd, Steeple Chase Golf Club, W Lakeview Parkway, N Gilmer Rd, Hawley St, W Ivanhoe Rd, N Fairfield Rd, W Chardon Rd, N Wilson Rd, W Townline Rd, N US Highway 12, W Brandenburg Rd, and Volo Bog State Natural Area. Le 10e district comprend les municipalités d'Antioch, Fox Lake (partagé avec le Comté de McHenry), Lake Villa, Grayslake, Mundelein, Vernon Hills, Waukegan, Highland Park, North Chicago, Park City, Lake Forest, Gurnee, Zion, Libertyville, Round Lake, Round Lake Beach, Round Lake Heights, Round Lake Park, Riverwoods, Deerfield (partagé avec le Comté de Cook), Highwood, Bannockburn, Lincolnshire, Indian Creek, Mettawa, Lake Forest, Green Oaks, Knollwood, Lake Bluff, Beach Park, Withrop Harbor, Old Mill Creek, Grandwood Park, Gurnee, Gages Lake, Lindenhurst, Long Lake, Fox Lake Hills; est de Buffalo Grove (partagé avec le Comté de Cook), Venetian Village, Third Lake, Hainesville, Lake Catherine et Channel Lake; le nord-est de Long Grove et une partie de Hawthorn Woods et Volo.
Le Comté de McHenry est divisé entre ce district, le 11e district et le 16e district. Les 10e, 11e et 16e districts sont divisés par Lily Lake Drain, W Rand Rd, Fox River, N Riverside Dr, Illinois Highway 31, Petersen Farm, Dutch Creek, McCullom Lake Rd, White Oak Ln, McCullom Lake, W Shore Dr, W Martin Rd, Bennington Ln, N Martin Rd, N Curran Rd, Old Draper Rd, Farmstead Dr, S Ridge Rd, N Valley Hill Rd, Barber Creek, Wonder Lake, Illinois Highway 120, Thompson Rd, Nusbaum Rd, Slough Creek, Johnson Rd, and Nicholas Rd. Le 10e district comprend les municipalités de Spring Grove, Richmond, Hebron, Wonder Lake, Johnsburg, Fox Lake (partagé avec le Comté de McHenry), Pistakee Highlands, Ringwood, Greenwood et Solon Mills ; nord-ouest de McHenry; partie de Lakemoor.

## Historique de vote
Ce tableau indique comment le district a voté aux élections présidentielles américaines ; les résultats des élections reflètent le vote dans la circonscription telle qu'elle était configurée au moment de l'élection, et non telle qu'elle est configurée aujourd'hui.
| Année | Poste     | Résultats                       |
| ----- | --------- | ------------------------------- |
| 2000  | Président | Al Gore 51,0 % - 47,0 %         |
| 2004  | Président | John Kerry 52,0 % - 47,0 %      |
| 2008  | Président | Barack Obama 63,0 % - 36,0 %    |
| 2012  | Président | Barack Obama 58,0 % - 41,0 %    |
| 2016  | Président | Hillary Clinton 61,0 % - 32,0 % |
| 2020  | Président | Joe Biden 64,0 % - 34,0 %       |

Ce tableau indique comment le district a voté lors des récentes élections à l'échelle de l'État ; les résultats des élections reflètent le vote dans la circonscription telle qu'elle est actuellement configurée, pas nécessairement telle qu'elle était au moment de ces élections.
| Année | Poste             | Résultats                                  |
| ----- | ----------------- | ------------------------------------------ |
| 2016  | Président         | Hillary Clinton 57.7% – Donald Trump 34.9% |
| 2016  | Sénat             | Tammy Duckworth 50.5% – Mark Kirk 44.7%    |
| 2018  | Gouverneur        | J. B. Pritzker 52.0% – Bruce Rauner 43.1%  |
| 2018  | Procureur Général | Kwame Raoul 54.6% – Erika Harold 43.0%     |
| 2018  | Secrétaire d'État | Jesse White 69.0% – 28.7%                  |
| 2020  | Président         | Biden 62,0 % – 36,1 %                      |
| 2020  | Sénat             | Durbin 57,5 % – 38,5 %                     |
| 2022  | Sénat             | Duckworth 61,5 % – 37,0 %                  |
| 2022  | Gouverneur        | Pritzker 61,3 % – 35,5 %                   |
| 2022  | Procureur Général | Raoul 60,3 % – 37,8 %                      |
| 2022  | Secrétaire d'État | Giannoulias 60,3 % – 37,7 %                |

## Liste des Représentants du district
| Membre                          | Parti        | Années                              | Congrès     | Histoire électorale |
| ------------------------------- | ------------ | ----------------------------------- | ----------- | --- |
| District établit le 4 mars 1863 |              |                                     |             | |
| Anthony L. Knapp (en)           | Démocrate    | 4 mars 1863 - 3 mars 1865           | 38e         | Redécoupage depuis le 6e district et réélu en 1862. Retrait. |
| Anthony Thornton (en)           | Démocrate    | 4 mars 1865 - 3 mars 1867           | 39e         | Élu en 1864. Retrait. |
| Albert G. Burr (en)             | Démocrate    | 4 mars 1867 - 3 mars 1871           | 40e , 41e   | Élu en 1866. Réélu en 1868. Retrait. |
| Edward Y. Rice (en)             | Démocrate    | 4 mars 1871 - 3 mars 1873           | 42e         | Élu en 1870. Perds sa renomination. |
| William H. Ray (en)             | Républicain  | 4 mars 1873 - 3 mars 1875           | 43e         | Élu en 1872. Retrait. |
| John C. Bagby (en)              | Démocrate    | 4 mars 1875 - 3 mars 1877           | 44e         | Élu en 1874. Retrait. |
| Benjamin F. Marsh (en)          | Républicain  | 4 mars 1877 - 3 mars 1883           | 45e - 47e   | Élu en 1876. Réélu en 1878. Réélu en 1880. Redécoupage vers le 11e district. |
| Nicholas E. Worthington (en)    | Démocrate    | 4 mars 1883 - 3 mars 1887           | 48e , 49e   | Élu en 1882. Réélu en 1884. Perds sa réélection. |
| Philips S. Post (en)            | Républicain  | 4 mars 1887 - 6 janvier 1895        | 50e - 54e   | Élu en 1886. Réélu en 1888. Réélu en 1890. Réélu en 1892. Réélu en 1894. Décès. |
| Vacant                          | Vacant       | 6 janvier 1895 - 2 décembre 1895    | 54e         | |
| George W. Prince (en)           | Républicain  | 2 décembre 1895 - 3 mars 1903       | 54e - 57e   | Élu pour terminer le mandat de Post. Réélu en 1896. Réélu en 1898. Réélu en 1900. Redécoupage vers le 15e district.                                                                                  |
| George E. Foss (en)             | Républicain  | 4 mars 1903 - 3 mars 1913           | 58e - 62e   | Redécoupage depuis le 7e district et réélu en 1902. Réélu en 1904. Réélu en 1906. Réélu en 1908. Réélu en 1910. Perds sa réélection.                                                                 |
| Charles M. Thompson (en)        | Progressiste | 4 mars 1913 - 3 mars 1915           | 63e         | Élu en 1912. Perds sa réélection. |
| George E. Foss (en)             | Républicain  | 4 mars 1915 - 3 mars 1919           | 64e , 65e   | Élu en 1914. Réélu en 1916. Retrait pour se présenter comme Sénateur des États-Unis. |
| Carl R. Chindblom (en)          | Républicain  | 4 mars 1919 - 3 mars 1933           | 66e - 72e   | Élu en 1918. Réélu en 1920. Réélu en 1922. Réélu en 1924. Réélu en 1926. Réélu en 1928. Réélu en 1930. Perds sa renomination.                                                                        |
| James Simpson Jr. (en)          | Républicain  | 4 mars 1933 - 3 janvier 1935        | 73e         | Élu en 1932. Perds sa renomination. |
| Ralph E. Church (en)            | Républicain  | 3 janvier 1935 - 3 janvier 1941     | 74e , 76e   | Élu en 1934. Réélu en 1936. Réélu en 1938. Retrait pour se présenter comme Sénateur des États-Unis.                                                                                                  |
| George A. Paddock (en)          | Républicain  | 3 janvier 1941 - 3 janvier 1943     | 77e         | Élu en 1940. Perds sa renomination. |
| Ralph E. Church (en)            | Républicain  | 3 janvier 1943 - 3 janvier 1949     | 78e - 80e   | Élu en 1942. Réélu en 1944. Réélu en 1946. Redécoupage vers le 13e district. |
| Richard W. Hoffman (en)         | Républicain  | 3 janvier 1949 - 3 janvier 1957     | 81e - 84e   | Élu en 1948. Réélu en 1950. Réélu en 1952. Réélu en 1954. Retrait. |
| Harold R. Collier (en)          | Républicain  | 3 janvier 1957 - 3 janvier 1973     | 85e - 92e   | Élu en 1956. Réélu en 1958. Réélu en 1960. Réélu en 1962. Réélu en 1964. Réélu en 1966. Réélu en 1968. Réélu en 1970. Redécoupage vers le 6e district.                                               |
| Samuel H. Young (en)            | Républicain  | 3 janvier 1973 - 3 janvier 1975     | 93e         | Élu en 1972. Perds sa réélection. |
| Abner Mikva (en)                | Démocrate    | 3 janvier 1975 - 26 décembre 1979   | 94e - 96e   | Élu en 1974. Réélu en 1976. Réélu en 1978. Démissionne pour devenir Juge de la Cour d'Appel des États-Unis.                                                                                          |
| Vacant                          | Vacant       | 26 septembre 1979 - 22 janvier 1980 | 96e         | |
| John Edward Porter              | Républicain  | 22 janvier 1980 - 3 janvier 2001    | 96e - 106e  | Élu pour terminer le mandat de Mikva. Réélu en 1980. Réélu en 1982. Réélu en 1984. Réélu en 1986. Réélu en 1988. Réélu en 1990. Réélu en 1992. Réélu en 1994. Réélu en 1996. Réélu en 1998. Retrait. |
| Mark Kirk                       | Républicain  | 3 janvier 2001 - 29 novembre 2010   | 107e - 111e | Élu en 2000. Réélu en 2002. Réélu en 2004. Réélu en 2006. Réélu en 2008. Retrait pour se présenter comme Sénateur des États-Unis, et démissionne ensuite lorsqu'élu.                                 |
| Vacant                          | Vacant       | 29 novembre 2010 - 3 janvier 2011   | 111e        | |
| Bob Dold                        | Républicain  | 3 janvier 2011 - 3 janvier 2013     | 112e        | Élu en 2010. Perds sa réélection. |
| Brad Schneider                  | Démocrate    | 3 janvier 2013 - 3 janvier 2015     | 113e        | Élu en 2012. Perds sa réélection. |
| Bob Dold                        | Républicain  | 3 janvier 2015 - 3 janvier 2017     | 114e        | Élu en 2014. Perds sa réélection. |
| Brad Schneider                  | Démocrate    | 3 janvier 2017 - Présent            | 115e - 118e | Élu en 2016. Réélu en 2018. Réélu en 2020. Réélu en 2022. |

## Résultats des récentes élections
Voici les résultats des dix précédents cycles électoraux dans le district.

### 2004
| Élection de 2004 du 10e district congressionnel de l'Illinois | Élection de 2004 du 10e district congressionnel de l'Illinois | Élection de 2004 du 10e district congressionnel de l'Illinois | Élection de 2004 du 10e district congressionnel de l'Illinois | Élection de 2004 du 10e district congressionnel de l'Illinois |
| ------------------------------------------------------------- | ------------------------------------------------------------- | ------------------------------------------------------------- | ------------------------------------------------------------- | ------------------------------------------------------------- |
| Parti                                                         | Parti                                                         | Candidat                                                      | Votes                                                         | %                                                             |
|                                                               | Républicain                                                   | Mark Kirk (sortant)                                           | 177 493                                                       | 64,1                                                          |
|                                                               | Démocrate                                                     | Lee Goodman                                                   | 99 218                                                        | 35,9                                                          |
| Total des votes                                               | Total des votes                                               | Total des votes                                               | 276 711                                                       | 100%                                                          |
|                                                               | Les Républicains conservent                                   |                                                               |                                                               |                                                               |

### 2006
| Élection de 2006 du 10e district congressionnel de l'Illinois | Élection de 2006 du 10e district congressionnel de l'Illinois | Élection de 2006 du 10e district congressionnel de l'Illinois | Élection de 2006 du 10e district congressionnel de l'Illinois | Élection de 2006 du 10e district congressionnel de l'Illinois |
| ------------------------------------------------------------- | ------------------------------------------------------------- | ------------------------------------------------------------- | ------------------------------------------------------------- | ------------------------------------------------------------- |
| Parti                                                         | Parti                                                         | Candidat                                                      | Votes                                                         | %                                                             |
|                                                               | Républicain                                                   | Mark Kirk (sortant)                                           | 107 929                                                       | 53,4                                                          |
|                                                               | Démocrate                                                     | Daniel J. Seals                                               | 94 278                                                        | 46,6                                                          |
|                                                               | Write-in                                                      | Write-in                                                      | 1                                                             | 0,0                                                           |
| Total des votes                                               | Total des votes                                               | Total des votes                                               | 202 208                                                       | 100%                                                          |
|                                                               | Les Républicains conservent                                   |                                                               |                                                               |                                                               |

### 2008
| Élection de 2008 du 10e district congressionnel de l'Illinois, | Élection de 2008 du 10e district congressionnel de l'Illinois, | Élection de 2008 du 10e district congressionnel de l'Illinois, | Élection de 2008 du 10e district congressionnel de l'Illinois, | Élection de 2008 du 10e district congressionnel de l'Illinois, |
| -------------------------------------------------------------- | -------------------------------------------------------------- | -------------------------------------------------------------- | -------------------------------------------------------------- | -------------------------------------------------------------- |
| Parti                                                          | Parti                                                          | Candidat                                                       | Votes                                                          | %                                                              |
|                                                                | Républicain                                                    | Mark Kirk (sortant)                                            | 153 082                                                        | 52,6                                                           |
|                                                                | Démocrate                                                      | Daniel J. Seals                                                | 138 176                                                        | 47,4                                                           |
| Total des votes                                                | Total des votes                                                | Total des votes                                                | 291 258                                                        | 100%                                                           |
|                                                                | Les Républicains conservent                                    |                                                                |                                                                |                                                                |

### 2010
| Élection de 2010 du 10e district congressionnel de l'Illinois | Élection de 2010 du 10e district congressionnel de l'Illinois | Élection de 2010 du 10e district congressionnel de l'Illinois | Élection de 2010 du 10e district congressionnel de l'Illinois | Élection de 2010 du 10e district congressionnel de l'Illinois |
| ------------------------------------------------------------- | ------------------------------------------------------------- | ------------------------------------------------------------- | ------------------------------------------------------------- | ------------------------------------------------------------- |
| Parti                                                         | Parti                                                         | Candidat                                                      | Votes                                                         | %                                                             |
|                                                               | Républicain                                                   | Bob Dold                                                      | 109 941                                                       | 51,1                                                          |
|                                                               | Démocrate                                                     | Daniel J. Seals                                               | 105 290                                                       | 48,9                                                          |
|                                                               | Indépendant                                                   | Author C. Brumfield                                           | 1                                                             | 0,0                                                           |
| Total des votes                                               | Total des votes                                               | Total des votes                                               | 215 232                                                       | 100%                                                          |
|                                                               | Les Républicains conservent                                   |                                                               |                                                               |                                                               |

### 2012
| Élection de 2012 du 10e district congressionnel de l'Illinois, | Élection de 2012 du 10e district congressionnel de l'Illinois, | Élection de 2012 du 10e district congressionnel de l'Illinois, | Élection de 2012 du 10e district congressionnel de l'Illinois, | Élection de 2012 du 10e district congressionnel de l'Illinois, |
| -------------------------------------------------------------- | -------------------------------------------------------------- | -------------------------------------------------------------- | -------------------------------------------------------------- | -------------------------------------------------------------- |
| Parti                                                          | Parti                                                          | Candidat                                                       | Votes                                                          | %                                                              |
|                                                                | Démocrate                                                      | Brad Schneider                                                 | 133 890                                                        | 50,6                                                           |
|                                                                | Républicain                                                    | Bob Dold (sortant)                                             | 130 564                                                        | 49,4                                                           |
| Total des votes                                                | Total des votes                                                | Total des votes                                                | 264 454                                                        | 100%                                                           |
|                                                                | Les Démocrates prennent aux Républicains                       |                                                                |                                                                |                                                                |

### 2014
| Élection de 2014 du 10e district congressionnel de l'Illinois | Élection de 2014 du 10e district congressionnel de l'Illinois | Élection de 2014 du 10e district congressionnel de l'Illinois | Élection de 2014 du 10e district congressionnel de l'Illinois | Élection de 2014 du 10e district congressionnel de l'Illinois |
| ------------------------------------------------------------- | ------------------------------------------------------------- | ------------------------------------------------------------- | ------------------------------------------------------------- | ------------------------------------------------------------- |
| Parti                                                         | Parti                                                         | Candidat                                                      | Votes                                                         | %                                                             |
|                                                               | Républicain                                                   | Bob Dold                                                      | 95 992                                                        | 51,3                                                          |
|                                                               | Démocrate                                                     | Brad Schneider (sortant)                                      | 91 136                                                        | 48,7                                                          |
| Total des votes                                               | Total des votes                                               | Total des votes                                               | 187 128                                                       | 100%                                                          |
|                                                               | Les Républicains prennent aux Démocrates                      |                                                               |                                                               |                                                               |

### 2016
| Élection de 2016 du 10e district congressionnel de l'Illinois, | Élection de 2016 du 10e district congressionnel de l'Illinois, | Élection de 2016 du 10e district congressionnel de l'Illinois, | Élection de 2016 du 10e district congressionnel de l'Illinois, | Élection de 2016 du 10e district congressionnel de l'Illinois, |
| -------------------------------------------------------------- | -------------------------------------------------------------- | -------------------------------------------------------------- | -------------------------------------------------------------- | -------------------------------------------------------------- |
| Parti                                                          | Parti                                                          | Candidat                                                       | Votes                                                          | %                                                              |
|                                                                | Démocrate                                                      | Brad Schneider                                                 | 150 435                                                        | 52,6                                                           |
|                                                                | Républicain                                                    | Bob Dold (sortant)                                             | 135 535                                                        | 47,4                                                           |
|                                                                | Write-In                                                       | Write-In                                                       | 26                                                             | 0,0                                                            |
| Total des votes                                                | Total des votes                                                | Total des votes                                                | 285 996                                                        | 100%                                                           |
|                                                                | Les Démocrates prennent aux Républicains                       |                                                                |                                                                |                                                                |

### 2018
| Élection de 2018 du 10e district congressionnel de l'Illinois, | Élection de 2018 du 10e district congressionnel de l'Illinois, | Élection de 2018 du 10e district congressionnel de l'Illinois, | Élection de 2018 du 10e district congressionnel de l'Illinois, | Élection de 2018 du 10e district congressionnel de l'Illinois, |
| -------------------------------------------------------------- | -------------------------------------------------------------- | -------------------------------------------------------------- | -------------------------------------------------------------- | -------------------------------------------------------------- |
| Parti                                                          | Parti                                                          | Candidat                                                       | Votes                                                          | %                                                              |
|                                                                | Démocrate                                                      | Brad Schneider (sortant)                                       | 151 860                                                        | 65,4                                                           |
|                                                                | Républicain                                                    | Doug Bennett                                                   | 80 361                                                         | 34,6                                                           |
| Total des votes                                                | Total des votes                                                | Total des votes                                                | 232 221                                                        | 100%                                                           |
|                                                                | Les Démocrates conservent                                      |                                                                |                                                                |                                                                |

### 2020
| Élection de 2020 du 10e district congressionnel de l'Illinois, | Élection de 2020 du 10e district congressionnel de l'Illinois, | Élection de 2020 du 10e district congressionnel de l'Illinois, | Élection de 2020 du 10e district congressionnel de l'Illinois, | Élection de 2020 du 10e district congressionnel de l'Illinois, |
| -------------------------------------------------------------- | -------------------------------------------------------------- | -------------------------------------------------------------- | -------------------------------------------------------------- | -------------------------------------------------------------- |
| Parti                                                          | Parti                                                          | Candidat                                                       | Votes                                                          | %                                                              |
|                                                                | Démocrate                                                      | Brad Schneider (sortant)                                       | 202 402                                                        | 63,9                                                           |
|                                                                | Républicain                                                    | Valerie Ramirez Mukherjee                                      | 114 442                                                        | 36,1                                                           |
|                                                                | Indépendant                                                    | Joseph Kopsick (write-in)                                      | 18                                                             | 0,0                                                            |
|                                                                | Indépendant                                                    | David Rych (write-in)                                          | 12                                                             | 0,0                                                            |
| Total des votes                                                | Total des votes                                                | Total des votes                                                | 316 874                                                        | 100%                                                           |
|                                                                | Les Démocrates conservent                                      |                                                                |                                                                |                                                                |

### 2022
| Primaire Démocrate de 2022 du 10e district congressionnel de l'Illinois | Primaire Démocrate de 2022 du 10e district congressionnel de l'Illinois | Primaire Démocrate de 2022 du 10e district congressionnel de l'Illinois | Primaire Démocrate de 2022 du 10e district congressionnel de l'Illinois | Primaire Démocrate de 2022 du 10e district congressionnel de l'Illinois |
| ----------------------------------------------------------------------- | ----------------------------------------------------------------------- | ----------------------------------------------------------------------- | ----------------------------------------------------------------------- | ----------------------------------------------------------------------- |
| Parti                                                                   | Parti                                                                   | Candidat                                                                | Votes                                                                   | %                                                                       |
|                                                                         | Démocrate                                                               | Brad Schneider (sortant)                                                | 52 624                                                                  | 100%                                                                    |

| Primaire Républicaine de 2022 du 10e district congressionnel de l'Illinois | Primaire Républicaine de 2022 du 10e district congressionnel de l'Illinois | Primaire Républicaine de 2022 du 10e district congressionnel de l'Illinois | Primaire Républicaine de 2022 du 10e district congressionnel de l'Illinois | Primaire Républicaine de 2022 du 10e district congressionnel de l'Illinois |
| -------------------------------------------------------------------------- | -------------------------------------------------------------------------- | -------------------------------------------------------------------------- | -------------------------------------------------------------------------- | -------------------------------------------------------------------------- |
| Parti                                                                      | Parti                                                                      | Candidat                                                                   | Votes                                                                      | %                                                                          |
|                                                                            | Républicain                                                                | Joseph Severino                                                            | 33 708                                                                     | 100%                                                                       |

| Élection de 2022 du 10e district congressionnel de l'Illinois | Élection de 2022 du 10e district congressionnel de l'Illinois | Élection de 2022 du 10e district congressionnel de l'Illinois | Élection de 2022 du 10e district congressionnel de l'Illinois | Élection de 2022 du 10e district congressionnel de l'Illinois |
| ------------------------------------------------------------- | ------------------------------------------------------------- | ------------------------------------------------------------- | ------------------------------------------------------------- | ------------------------------------------------------------- |
| Parti                                                         | Parti                                                         | Candidat                                                      | Votes                                                         | %                                                             |
|                                                               | Démocrate                                                     | Brad Schneider (sortant)                                      | 152 566                                                       | 63.00                                                         |
|                                                               | Républicain                                                   | Joseph Severino                                               | 89 599                                                        | 37.00                                                         |
| Total des votes                                               | Total des votes                                               | Total des votes                                               | 242 165                                                       | 100%                                                          |
|                                                               | Les Démocrates conservent                                     |                                                               |                                                               |                                                               |

### 2024
| Primaire Démocrate de 2024 du 10e district congressionnel de l'Illinois | Primaire Démocrate de 2024 du 10e district congressionnel de l'Illinois | Primaire Démocrate de 2024 du 10e district congressionnel de l'Illinois | Primaire Démocrate de 2024 du 10e district congressionnel de l'Illinois | Primaire Démocrate de 2024 du 10e district congressionnel de l'Illinois |
| ----------------------------------------------------------------------- | ----------------------------------------------------------------------- | ----------------------------------------------------------------------- | ----------------------------------------------------------------------- | ----------------------------------------------------------------------- |
| Parti                                                                   | Parti                                                                   | Candidat                                                                | Votes                                                                   | %                                                                       |
|                                                                         | Démocrate                                                               | Brad Schneider (sortant)                                                | 37 538                                                                  | 100%                                                                    |

| Primaire Républicaine de 2024 du 10e district congressionnel de l'Illinois | Primaire Républicaine de 2024 du 10e district congressionnel de l'Illinois | Primaire Républicaine de 2024 du 10e district congressionnel de l'Illinois | Primaire Républicaine de 2024 du 10e district congressionnel de l'Illinois | Primaire Républicaine de 2024 du 10e district congressionnel de l'Illinois |
| -------------------------------------------------------------------------- | -------------------------------------------------------------------------- | -------------------------------------------------------------------------- | -------------------------------------------------------------------------- | -------------------------------------------------------------------------- |
| Parti                                                                      | Parti                                                                      | Candidat                                                                   | Votes                                                                      | %                                                                          |
|                                                                            | Républicain                                                                | Jim Carris                                                                 | 19 771                                                                     | 100%                                                                       |

| Élection de 2024 du 10e district congressionnel de l'Illinois | Élection de 2024 du 10e district congressionnel de l'Illinois | Élection de 2024 du 10e district congressionnel de l'Illinois | Élection de 2024 du 10e district congressionnel de l'Illinois | Élection de 2024 du 10e district congressionnel de l'Illinois |
| ------------------------------------------------------------- | ------------------------------------------------------------- | ------------------------------------------------------------- | ------------------------------------------------------------- | ------------------------------------------------------------- |
| Parti                                                         | Parti                                                         | Candidat                                                      | Votes                                                         | %                                                             |
|                                                               | Démocrate                                                     | Brad Schneider (sortant)                                      | 196 358                                                       | 59,9                                                          |
|                                                               | Républicain                                                   | Jim Carris                                                    | 131 025                                                       | 40,0                                                          |
|                                                               | Indépendant                                                   | Joseph Severino                                               | 238                                                           | 0,1                                                           |
| Total des votes                                               | Total des votes                                               | Total des votes                                               | 327 621                                                       | 100 %                                                         |
|                                                               | Les Démocrates conservent                                     |                                                               |                                                               |                                                               |